# 파이어알파카
파이어알파카(FireAlpaca)는 피지엔이 개발하고 출시한 래스터 그래픽스 편집기이다.

## 특징
파이어알파카는 간단한 기능으로 초보자도 다루기 쉬운 소프트웨어로 제공되고 있다. 현재 윈도우와 맥을 지원한다. 
- 브러시
- 페인트 통 버킷
- 그라디언트
- 레이어 디렉토리
- 레벨 보정
- 색상 보정
- 반전 · 확대 · 축소 · 변형
- 레이어 마스크
- 흐림 도구
- 색상 선택 (색상환, 색상 막대)
- 혼합
- 자동 저장 기능
- 10개 언어 지원
- 스냅 기능
- 3D 도구
- 만화 원고 서식파일
- 필터 (구름 모양, 모래 모양, 무늬)
- 40개 손떨림 보정